# タイド・アップ
「タイド・アップ」(Tied Up)は、オリビア・ニュートン＝ジョンの楽曲。ベスト・アルバム『O.N.J.グレイテスト・ヒッツ Vol.2』に収録された新曲の内の一曲で、アルバムから2枚目のシングルとしてリリースされた。
曲中の印象的なホーンはトム・スコットによるもの、またミュージック・ビデオには前年に行われた「フィジカル・ツアー」のその他のバンドメンバーも出演している。

## 収録曲
7" シングル
| #  | タイトル                               | 作詞 | 作曲・編曲 | 時間 |
| -- | -------------------------------------- | ---- | ---------- | ---- |
| 1. | 「タイド・アップ」(Tied Up)            |      |            | 4:28 |
| 2. | 「シルヴァリー・レイン」(Silvery Rain) |      |            | 3:40 |

## チャート
| チャート (1983年)                  | 最高位 |
| ---------------------------------- | ------ |
| オーストラリア (Kent Music Report) | 54     |
| カナダ トップシングルス (RPM)      | 43     |
| US Billboard Hot 100               | 38     |
| US Cash Box Top Singles            | 42     |